# Adenia pierrei
Adenia pierrei là một loài thực vật có hoa trong họ Lạc tiên. Loài này được Gagnep. mô tả khoa học đầu tiên năm 1919.